# Шарл Валентин Алкан
Шарл Валентин Алкан (фр. Charles-Valentin Alkan; Париз, 30. новембар 1813 — Париз, 29. март 1888) је био француски композитор и један од највиртуознијих пијаниста свог доба. Његово јеврејско порекло се огледа у његовим делима. Уписао је Париски конзерваторијум када је имао шест година. Освајао је многе награде и постао је познати виртуоз и учитељ. Дружио се са великим музичарима и сликарима као што су Ежен Делакроа, Франц Лист и Фредерик Шопен. Године 1848. повукао се са сцене и живео је самотњачким животом у Паризу све до своје смрти.

## Музика
Налик Шопену, Алкан је углавном компоновао за иструменте са диркама, укључујући и оргуље и педалијер. Нека његова дела захтевају велики виртуозитет, брзину i вођење контрапунктске линије. Његову музику сматрају свирепом и немогуће тешком за свирање.
Написао је две збирке етида које су по тежини једнаке Листовим Трансценденталним етидама.
Многе његове идеје су неуобичајене и чак иновативне. Користио је „прогресивни тоналитет“ који ће касније употребити дански композитор Карл Нилсен. Нпр. његова соната Четири доба почиње у Д-дуру, а завршава се у Гис-дуру.

## Техника
Алканова изузетна техника може се видети у његовим композицијама. Међутим, ова техника није ишла на штету музике. Пример за то је његов Ноктурно у Б-дуру Ор. 22.
После његовог ивођења Баха на педалијеру, д'Енди је рекао:
"Слушао сам, залеђен на лицу места, изражајно, кристално чисто свирање!"